# Sangrita

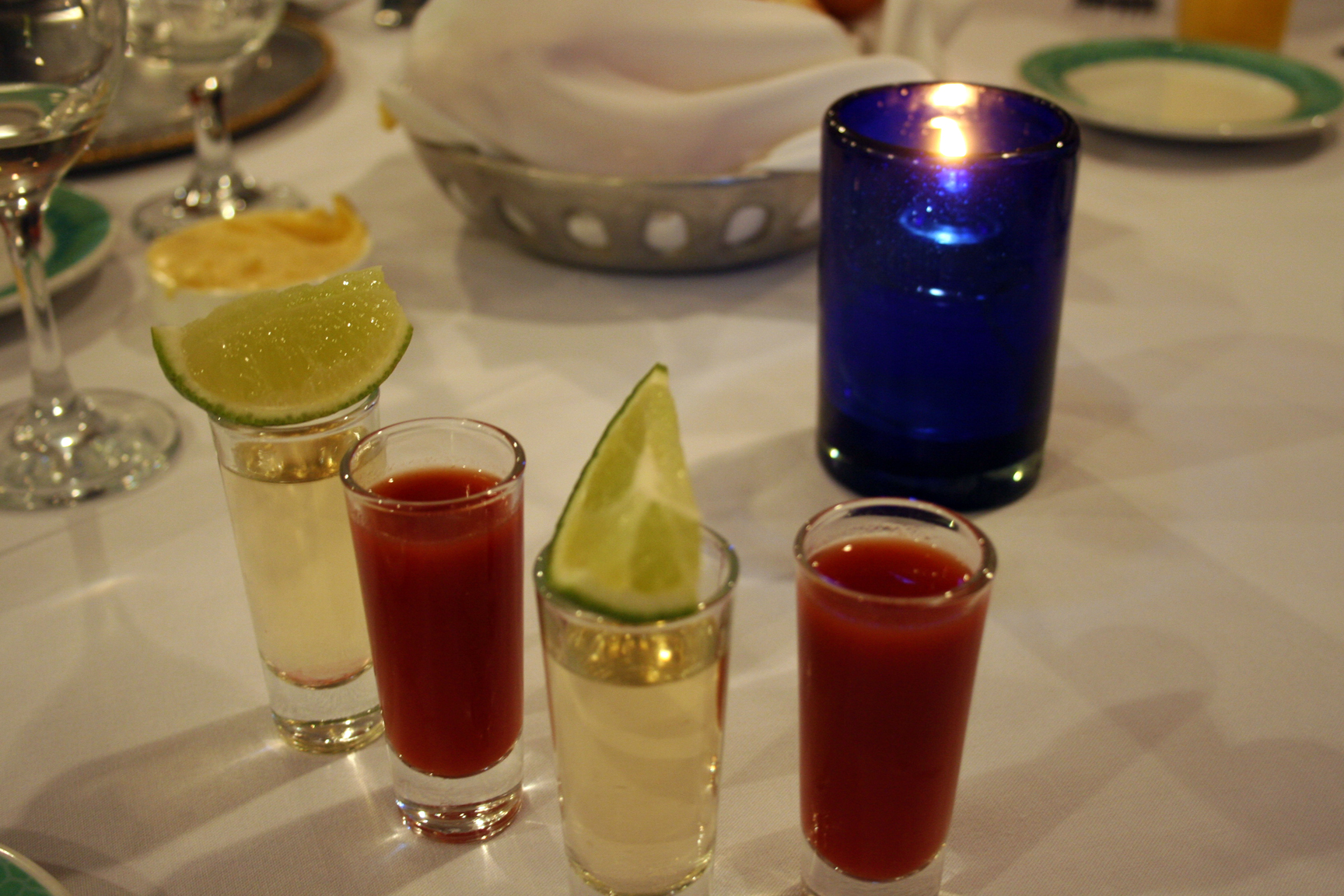
Verres de tequila accompagnés de Sangrita

La sangrita, dont l'origine date des années 1920, est une boisson non alcoolisée servie en accompagnement d'un shot de tequila blanco.
Il existe plusieurs variantes de la recette, mais la sangrita considérée comme authentique et originaire de Jalisco est faite à partir de jus de bigarade, lime et grenade, relevé par un mélange chili et une sauce piquante.